# Geronimo Perez de Nueros
El brigadier Gerónimo (o Jerónimo) Pérez de Nueros y Pueyo va ser un militar aragonès, governador de Menorca entre el maig de 1706 i el gener de 1707.
Als anals d'Aragó s'esmenta que l'any 1694 governava el Terç Vell d'Aragó de 750 homes que participà a Catalunya durant la guerra del 9 anys contra l'exercit francès del duc de Noailles.
Per banda de pare era membre del llinatge de cavallers Pérez de Nueros, de la ciutat de Calatayud, amb branques a Saragossa i Osca, i per part de mare dels Pueyo Ruiz de Azagra y Herrera de Saragossa. Tots dos llinatges van detentar  els oficis i càrrecs controlats per la monarquia durant l'Antic Règim tant al Regne com als Consells. Durant la guerra de Successió a la corona espanyola ambdues famílies van optar pel bàndol borbònic.
L'any 1701 el rei Felip V va nomenar com a virrei de Mallorca el mestre de camp valencià, d'origen aragonès, en Francisco Miguel de Pueyo y Herrera Ruiz de Azagra. A Menorca va posar com a  governador el mestre de camp aragonès Jerónimo de Torrijos y Zapata, i com a governador del Castell de Sant Felip en Felip Malla. L'any 1702 aquest va ser substituït pel brigadier Don  Jerónimo Pérez de Nueros y Pueyo, nebot del virrei de Mallorca.
El desenvolupament del càrrec de castellà es va caracteritzar per les dificultats econòmiques per a pagar la guarnició i la manca de munició crònica en aquest castell, i pel clima d'agitació social pro austríac que tenia la major part de la població menorquina.
L'octubre de 1705 va arribar a Menorca un batalló amb 400 infants de marina sota comandament del capità de navili Jean Jacques Taffanel de La Jonquière, el qual es va posar a les ordres del brigadier Pérez de los Nueros.
El maig 8 de 1706, Felip V va imposar nous canvis al govern menorquí. Va fer cessar al governador, Francisco Falcó que havia substituït el mestre de camp Jerónimo de Torrijos y Zapata, traspassat a Ciutadella, i va designar per a succeir-lo el brigadier Jerónimo Pérez de Nueros y Pueyo, que va esdevenir la major autoritat de l'Illa amb la màxima jurisdicció civil i criminal. Com a nou governador es va  traslladar a Ciutadella.
El mateix dia en que Pérez de Nueros va rebre el seu nomenament com a governador arribava a Maó el nou comandant de Sant Felip, el coronel d'infanteria Diego Leonardo Dávila. Malgrat que les disputes entre els càrrecs màxims de Menorca havien sovintejat, sembla que la concòrdia d'aquests dos governadors va ser bona davant el perill d'alçament de la població austriacista de Menorca.
El setembre de 1706 les illes de Mallorca i Eivissa es van aixecar contra el domini borbònic i van proclamar rei Carles d'Àustria. A Menorca hi havia caliu de revolta i el dia 18 d'octubre de 1706 el governador  Pérez de Nueros va abandonar Ciutadella amb la seva guarnició per a refugiar-se al Castell de Sant Felip. A l'endemà es va produir l'alçament austriacista d'en Joan Miquel Saura. Totes les poblacions menorquines s'hi van anar sumant i van alçar un exèrcit amb el qual van assetjar el castell on s'havien refugiat les autoritats borbòniques.
Els rebels van enviar un notari i dos testimonis per a comminar el governador Pérez de los Nueros a retre el Castell en tres dies. Aquest els va fer empresonar i va cremar els documents.
A primers de gener 1707 els assetjats van rebre reforços en una armada francesa comandada pel Duc de Villars. Després del desembarcament, les autoritats militars borbòniques, el cap del reforços Duc de Villars, el capità La Jonquière i el Brigadier Dàvila van prendre la decisió d'aplicar les ordres que tenien de suprimir el càrrec de governador polític i quedà com a únic governador de Menorca Diego Leonardo Dávila. Perez de los Nueros va ser relegat  a comandar un regiment espanyol. Segurament no va tenir gaire presencia en el desenvolupament de la restauració de l'obediència de l'Illa a sa majestat borbònica, ja que no torna a ser nomenat en cap dels partes de guerra.
El dia 2 de febrer de 1707 Jerónimo Pérez de los Nueros embarca en el Abel Isaac cap a costes espanyoles essent el portador de la noticia de la rendició de l'Illa. Posteriorment li perdem la pista.